# Zwarte Water
Zwarte Water, dlnsaks. Zwärte Wäter (Czarna Woda) – rzeka w holenderskiej prowincji Overijssel o długości 19 km. 
Wpływa do jeziora Zwarte Meer. Na brzegach występuje często szachownica kostkowata.